# Père au foyer
Ne doit pas être confondu avec Un homme au foyer.

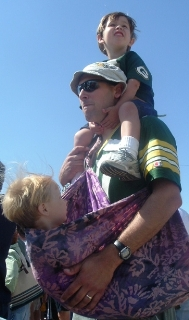
Un père du Wisconsin portant ses enfants en 2004.

Le père au foyer, ou homme au foyer, est un père qui assume le rôle d'aidant naturel des enfants, et plus généralement de production domestique. Avec l'accroissement du travail des femmes, notamment depuis les années 1970, la place de femme au foyer est contestée, mais cela ne se traduit pas immédiatement par un accroissement de la paternité au foyer. Par ailleurs, les femmes restent dans un premier temps responsables de fait de la charge mentale ménagère au sein du couple.
Le mouvement de paternité au foyer, croissant au cours des années 2010 en particulier, est tout d'abord un fait social originaire des pays du nord, notamment la Suède et le Canada.

## Historique

### Débuts timides dans les années 1970
L'émancipation des femmes passe notamment, dans l'analyse sociologique des années d'après-guerre, par leur accès au monde du travail rémunéré. Dans les années 1970 notamment, la croissance de l'emploi féminin est forte. Toutefois, la part des travaux ménagers réalisés par les femmes ayant un emploi non domestique reste très forte, ainsi que la charge mentale ménagère qui y est associée.
Durant cette période, le nombre de pères au foyer est très faible. Dans de nombreux pays occidentaux, le stéréotype répandu est que le père ait un emploi hors de la maison, indépendamment du fait que la femme en ait également un ou non. Toutefois, dès cette période, un modèle médiatique de père proche de ses enfants est valorisé

### Croissance au début duXXIesiècle
Au début du XXIe siècle, l'image de l'homme au foyer reste peu répandue, et souvent perçue de manière négative y compris par les femmes. Les instances publiques de lutte contre le chômage et les collègues du père prenant un congé perçoivent ce choix comme déraisonnable, voire insensé ; même le temps partiel masculin reste stigmatisé dans un modèle managérial où le présentéisme est la norme. Le corollaire est la perception courante des pères au foyer, vivant des allocations familiales, comme un « parasite ».
La Suède fait figure de nation pionnière dans ce domaine, avec un fort développement des latte papas, nommés ainsi du fait de leur présence dans les cafés. Une « inversion des rôles » est perceptible au cours des années 2010, durant lesquelles des chercheurs en sociologie identifient à la fois une croissance des occurrences de pères au foyer et une perception plus positive par les pères eux-mêmes et leur environnement.
La paternité au foyer est souvent liée à une hypogamie, dans le cas où l'homme occupe un poste moins bien rémunéré, moins prestigieux ou ne présentant que des possibilités limitées d'évolution.
Le développement des pères au foyer est plus prévalent chez les quadragénaires et quinquagénaires, les hommes entre vingt et quarante ans restant assez peu favorables.

## Prévalence

### Évolution statistique
Au Canada, une étude menée en 1976 montre que 1,4 % des familles comptait un père au foyer, proportion qui monte à dix pour cent en 2019. Aux États-Unis, en 1989, ce nombre était de 4 %, proportion qui monte à 7 % en 2018. Les statistiques ne mesurent pas toujours les mêmes faits. Ainsi, suivant d'autres sources, dans 11 % des familles canadiennes, le père est resté au foyer en 2010.
En 2013 en France, le congé parental n'est pris que par 4 % des pères. En 2009, une enquête de l'INSEE montrent que seulement 0,2 % des hommes, soit un sur cinq cents, se considère comme « homme au foyer ». Les hommes représentent en 2017 environ 1,2 % des congés parentaux français.

### Répartition géographique
En 2012, le Pew Research Center estime à deux millions le nombre de pères américains restant au foyer. Parmi ceux-ci, toutefois, une part notable n'a pas choisi cette position ; notamment, 35 % d'entre eux sont à la maison pour raisons de santé, 23 % du fait du chômage ; et 47 % vivent en situation de précarité économique
Une étude menée par l'INSEE en 2014 en Corse montre qu'à cette date, 180 hommes sont « au foyer » pour 9 900 femmes.

## Perception
La croissance du nombre de pères au foyer est tout d'abord souvent une demande des pères eux-mêmes, qui souhaitent participer à la vie et à la croissance de leurs enfants non plus seulement dans le temps libre que leur laisse leur emploi, mais en continu. Toutefois, ce choix reste, même à la fin des années 2010, souvent mal compris par l'entourage des hommes au foyer, qui envisagent le congé parental comme une période de recherche d'emploi.
Avant les années 2010, une proportion importante de mères souhaite être celle des deux conjoints qui prend le congé parental. À partir de cette période, non seulement les femmes sont plus nombreuses à accepter que l'homme s'implique plus dans le foyer, mais la société a tendance à mieux accompagner les pères dans le processus de la parentalité.
Il est assez fréquent que l'image des pères au foyer soit bonne dans les quartiers où ils vivent. En Suède, leur image est vue de manière très positive.